# Až se ucho utrhne
Až se ucho utrhne (v anglickém originále When the Bough Breaks) je jedna z epizod první sezóny seriálu Star Trek: Nová generace, která byla v České republice při své premiéře odvysílána jako osmnáctá v pořadí, zatímco ve Spojených státech jako sedmnáctá.

## Příběh
USS Enterprise D dorazí do systému Epsilon Mynos s cílem nalézt bájnou planetu Aldea. Zdejší obyvatelé vyvinuli technologii, která jejich planetě umožňuje se zneviditelnit. Po chvíli to posádka na můstku spatří, planeta se před jejich zraky odmaskuje. Deanna Troi cítí emoce mnoha bytostí a kapitán Jean-Luc Picard se rozhodne planetu prozkoumat. Ohlásí se jim žena jménem Rashella. Potvrdí posádce, že Aldeané vyvinuli ochranný systém planety před několika staletími jako obranu před nepřáteli. Rashella se transportuje na palubu Enterprise spolu s Raduem, nejvyšším představitelem Aldeanů. Transport uskuteční s pomocí ochranného štítu planety, který to umožňuje. Z Enterprise ale naopak žádný přenos na povrch planety není možný. Picard je oběma pozván na uvítací oslavu. Deanna ale varuje, že Aldeané od nich něco důležitého chtějí. Výsadek je následně pozván na planetu. Wesley Crusher je s nimi a ptá se Data na funkci ochranného štítu. Náhle ozáří palubu Enterprise paprsek a přenese na Aldeu všechny děti. Přestane také fungovat komunikace s výsadkem.
William Riker se dozvídá důvod jejich konání: Dlouhá léta nemají Aldeané žádné děti a nutně potřebují novou generaci. Obyvatelé mají v plánu na oplátku všechny děti vzdělat v technologii, která posune lidstvo o mnoho let kupředu. Výsadek návrh odmítá a Radue nechá skupinu vrátit zpět na loď, Wesley spolu s šesti dětmi zůstávají na povrchu. Kapitán Picard se hněvá a požaduje vrátit všechny děti. Radue ale přeruší veškerou komunikaci. Unesené děti jsou přiděleny do nových rodin, které podporují jejich talent. Žádnému z dětí se ale nový život vůbec nelíbí. Wesley se nových rodičů ptá na funkci ochranného štítu. Nedostane ale odpověď. Aldeané s jeho přesnou funkcí nejsou obeznámeni. Posádka objeví v aldeanských štítech mezeru, kudy by se dal dolů transportovat výsadek. Picard chce ale předtím vědět, jak se dětem daří. Spolu s doktorkou Crusherovou se chce přenést na povrch a zjistit, co způsobuje sterilitu zdejších obyvatel. Kapitán tedy objasňuje Raduovi paragrafy Hvězdné flotily, které předepisují návštěvu alespoň dvou členů výsadku, a Radue svolí. Na planetě se Raduovi snaží vysvětlit, že skuteční rodiče mají ke svým dětem zvláštní vztah. Doktorce a Wesleymu se nepozorovaně podaří udělat scan Duany. Po návratu kapitána a doktorky na palubu je Enterprise odmrštěna energetickým polem několik světelných let od Aldey. Cesta zpátky bude trvat celé tři dny.
Wesley zatím přesvědčí všechny děti, aby předstíraly pasivitu a projevily tak určitý odpor. Doktorka Crusherová objevila příčinu potíží Aldeanů, způsobuje je ochranný štít. Jejich civilizaci tím hrozí během několika let zánik. Záření štítu poškozuje ozónovou vrstvu planety. Federace by mohla svou technologií pomoci. Po návratu lodi k planetě se chce kapitán Picard s doktorkou znovu přenést na povrch k rozhovoru s Raduem. Riker s Datem mají mezitím skrz mezeru ochranného štítu osvobodit děti. Kapitánovi se podaří vysvětlit Aldeanům příčinu potíží. Radue souhlasí z průzkumem štítu, aby se o zařízení dozvěděli více. Enterprise se podaří posílit ozónovou vrstvu planety, takže ochranný štít může být deaktivován. Na Aldeu plánují vyslat skupinu lékařů z Federace, aby obyvatelům pomohli. Po návratu i s dětmi na palubu kapitánovi malá Alexandra děkuje za navrácení k matce. Kapitán poté dává příkaz k odletu z orbity.

## Zajímavosti
- Herec Jerry Hardin, představitel Radua, se objevil také jako Samuel Clemens v epizodách „Šíp času (1. část)“ a „Šíp času (2. část)“. Je známý jako představitel muže z Pentagonu z první sezóny seriálu Akta X.
- Podle původního scénáře měla zápletka obsahovat oddělení talířové sekce lodi. Scéna byla z časových a finančních důvodů nakonec vyškrtnuta. Zavrhli ji také proto, že by dávala originálnímu titulu jasně dvojsmyslný výraz.
- Slovo Aldea znamená španělsky vesnice. Původně měl být použit pro planetu jiný název. Když Riker na začátku hovoří o planetě, jeho ústa zmiňují místo slova Aldea původně plánovaný název.
- Vizuální efekt, kdy je loď násilím odmrštěna daleko od Aldey, byl ještě převzat v epizodách „Kdo je Q“ a „Plecháč“.
- V menších rolích se objevili bratr a sestra herce Wila Wheatona. V titulcích však nejsou uvedeni.